# Pamela Salem
Pamela Salem (Bombay, 22 gennaio 1944 – Surfside, 21 febbraio 2024) è stata un'attrice e impresaria teatrale britannica, a lungo attiva in cinema e televisione.

## Biografia
Pamela Salem nacque a Mumbai il 22 gennaio 1944.
Studiò alla Heidelberg University in Germania e, successivamente, alla Central School of Speech and Drama di Londra.
Divenne conosciuta per il ruolo da protagonista ricoperto in televisione nei primi anni ottanta nella serie televisiva di genere fantasy Into the Labyrinth, destinata ad un pubblico giovanile, trasmessa dalla rete televisiva britannica ITV plc, nelle vesti della strega Belor. 
Apparve in 1855 - La prima grande rapina al treno e The Bitch, entrambi del 1979, Mai dire mai (1983), in cui ricoprì il ruolo di Miss Moneypenny, e Demoni e dei (1998).
Fu tra gli interpreti della soap opera della BBC EastEnders, impersonando una affiliata alla mafia di nome Joanne Francis. Sempre in televisione intervenne come guest star in due episodi della serie televisiva BBC Doctor Who (The Robots of Death, 1977, e Remembrance of the Daleks, 1988).
Solo in voce fu inserita in The Face of Evil (1976) mentre a fine degli anni ottanta lavorò nella sitcom britannica French Fields. Altre sue partecipazioni televisive furono nelle serie Out of the Unknown, Blake's 7, The Onedin Line, The Professionals, Howards' Way, Ever Decreasing Circles and All Creatures Great and Small e, in tempi più recenti, neii serial USA Magnum, P.I., Party of Five, E.R. - Medici in prima linea e The West Wing, dove interpretò il ruolo di un primo ministro britannico.
Morì a Surfside il 21 febbraio 2024 all'età di 80 anni.

## Vita privata
Si sposò con l'attore Michael O'Hagan nel 1983 e rimase vedova nel 2017. La coppia visse a Surfside, in Florida.

## Filmografia parziale
- 1855 - La prima grande rapina al treno (The First Great Train Robbery), regia di Michael Crichton (1978)
- The Bitch, regia di Gerry O'Hara (1979)
- Into the Labyrinth – serie TV, 21 episodi (1981-1982)
- Mai dire mai (Never Say Never Again), regia di Irvin Kershner (1983)
- Salomè, regia di Claude d'Anna (1986)
- Demoni e dei (Gods and Monsters), regia di Bill Condon (1998)